# Liberty (comté de Tioga, Pennsylvanie)
Pour les articles homonymes, voir Liberty.
Liberty est un borough situé au sud du comté de Tioga, en Pennsylvanie, aux États-Unis. En 2010, il comptait une population de 249 habitants, estimée au 1er juillet 2020 à 228 habitants. Le borough est incorporé en 1893.

## Démographie
Lors du recensement de 2010, le borough comptait une population de 249 habitants. Elle est estimée, en 2020, à 228 habitants.

### Source de la traduction
- (en) Cet article est partiellement ou en totalité issu de l’article de Wikipédia en anglais intitulé « Liberty, Tioga County, Pennsylvania » (voir la liste des auteurs).